# Marlon Maza
Marlon Maza es un futbolista peruano y entrenador peruano. Juega como centrocampista y su actual equipo es Sao Paulo Vicentino que participa en la Copa Perú.

## Trayectoria
Debutó en Sporting Cristal en el 2000 en un partido ante Alianza Lima. Tuvo pasos por distintos equipos provincianos, desde el 2010 juega en Asociación Deportiva Tarma.
Tras su retiro fue entrenador de la Academia Marlon Maza en la Liga de Tarma y en 2016 dirigió a Asociación Deportiva Tarma. En 2017 retornó a Sao Paulo Vicentino como jugador.

## Clubes
| Club                       | País      | Año       |
| -------------------------- | --------- | --------- |
| Club Atlético Huracán      | Argentina | 1996-1998 |
| Sporting Cristal "B"       | Perú      | 1999-2000 |
| Sporting Cristal           | Perú      | 2000-2001 |
| Coronel Bolognesi          | Perú      | 2002      |
| Deportivo UNP              | Perú      | 2003      |
| Atlético Grau              | Perú      | 2003      |
| Estudiantes de Medicina    | Perú      | 2004      |
| Olimpia FC                 | Perú      | 2005-2006 |
| Juan Aurich                | Perú      | 2006      |
| UTC de Cajamarca           | Perú      | 2007      |
| Deportivo Aviación         | Perú      | 2008      |
| Deportivo Coopsol          | Perú      | 2009      |
| Asociación Deportiva Tarma | Perú      | 2010-2012 |
| Sao Paulo Vicentino        | Perú      | 2013      |
| Sao Paulo Vicentino        | Perú      | 2017 -    |